# 奧本章克申 (印地安納州)
奧本章克申（英語：Auburn Junction）是位於美國印地安納州迪卡爾布縣的一個非建制地區。該地的面積和人口皆未知。

## 地理
奧本章克申的座標為41°21′07″N 85°04′29″W / 41.35194°N 85.07472°W，而該地的平均海拔高度為264米（即866英尺）。